# Spesa sociale
Con il termine spesa sociale si intende la quota della spesa pubblica e della spesa privata destinata a coprire il sistema dello Stato sociale (welfare state).

## Descrizione
La spesa pubblica nei paesi industrializzati ha subito aumenti sempre più consistenti a causa della presenza dello Stato nei settori dell'assistenza sociale e della previdenza. Lo Stato fornendo questi servizi pubblici, tende ad assicurare a tutti i cittadini condizioni di vita dignitose e a proteggerli da eventuali rischi (infortuni, invalidità, etc).
In Italia l'assistenza è un diritto affermato dall'art. 38 comma 1 della Costituzione Italiana e serve a tutelare gli interessi attuali dei cittadini in stato di bisogno e, per ragioni di solidarietà e politica sociale, è a totale carico della finanza statale.
La previdenza, disciplinata dall'art 38 comma 2 della Costituzione, tende invece a tutelare gli stati di bisogno futuri e prevedibili dei cittadini lavoratori. Essa ha dunque carattere assicurativo, e richiede il pagamento obbligatorio di un premio (contributi) da parte del datore di lavoro e del lavoratore.
Il sistema di sicurezza o assistenza sociale può essere finanziato attraverso la fiscalità, o attraverso la parafiscalità.
La previdenza è invece finanziata attraverso il pagamento di contributi, che il datore di lavoro, in misura maggiore, e i lavoratori in proporzione al reddito, pagano allo Stato, o ad altri enti pubblici.

### Impatto economico
Il pagamento di contributi sociali ha un impatto effettivo sul sistema economico, in quanto percepito dai datori di lavoro come un aumento del costo del lavoro, che impone dunque un aumento del prezzo finale di vendita di beni e prodotti, rendendo di conseguenza meno competitive le imprese in rapporto a quelle di altri paesi senza Stato sociale. Per alcune classi di operatori inoltre, il pagamento dei contributi può significare ridurre ulteriormente il loro livello di vita. Per arginare questi problemi, in alcuni casi, lo Stato si fa carico di una parte di contributi previdenziali.
L'assistenza è finanziata invece facendo ricorso al bilancio pubblico per cui essa grava, attraverso il pagamento delle imposte, sulle generalità di contribuenti e quindi potenzialmente in grado di impattare, a livello macroeconomico, sulla domanda e sui consumi.